# يوري كوتشكين
يوري كوتشكين هو مُقاتل فنون قتالية مختلطة روسي.

## وصلات خارجية
- يوري كوتشكين على موقع شيردوغ (الإنجليزية)
- يوري كوتشكين على موقع IMDb (الإنجليزية)